# Life Science Park

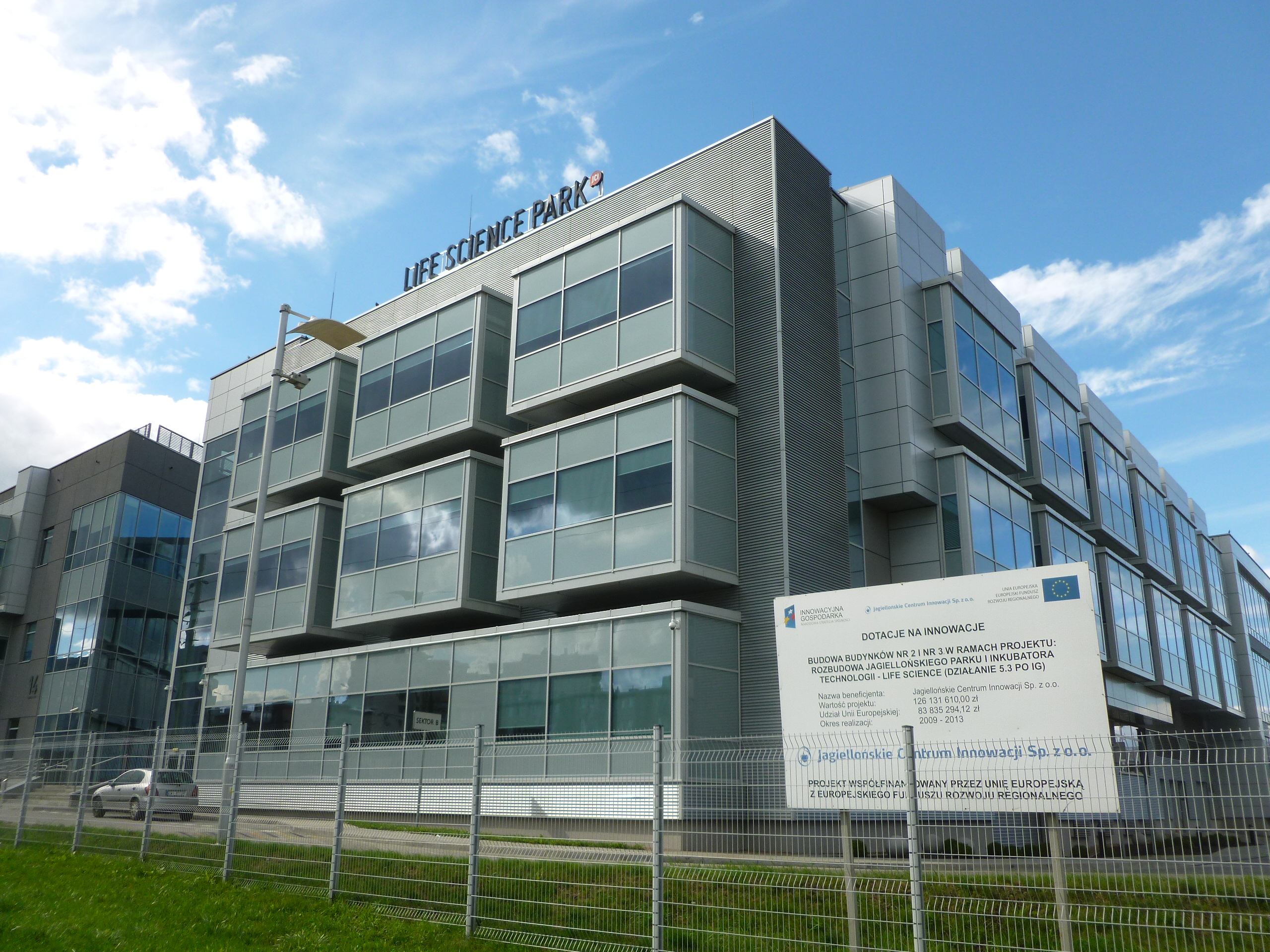
Life Science Park – budynek B z inkubatorem przedsiębiorczości

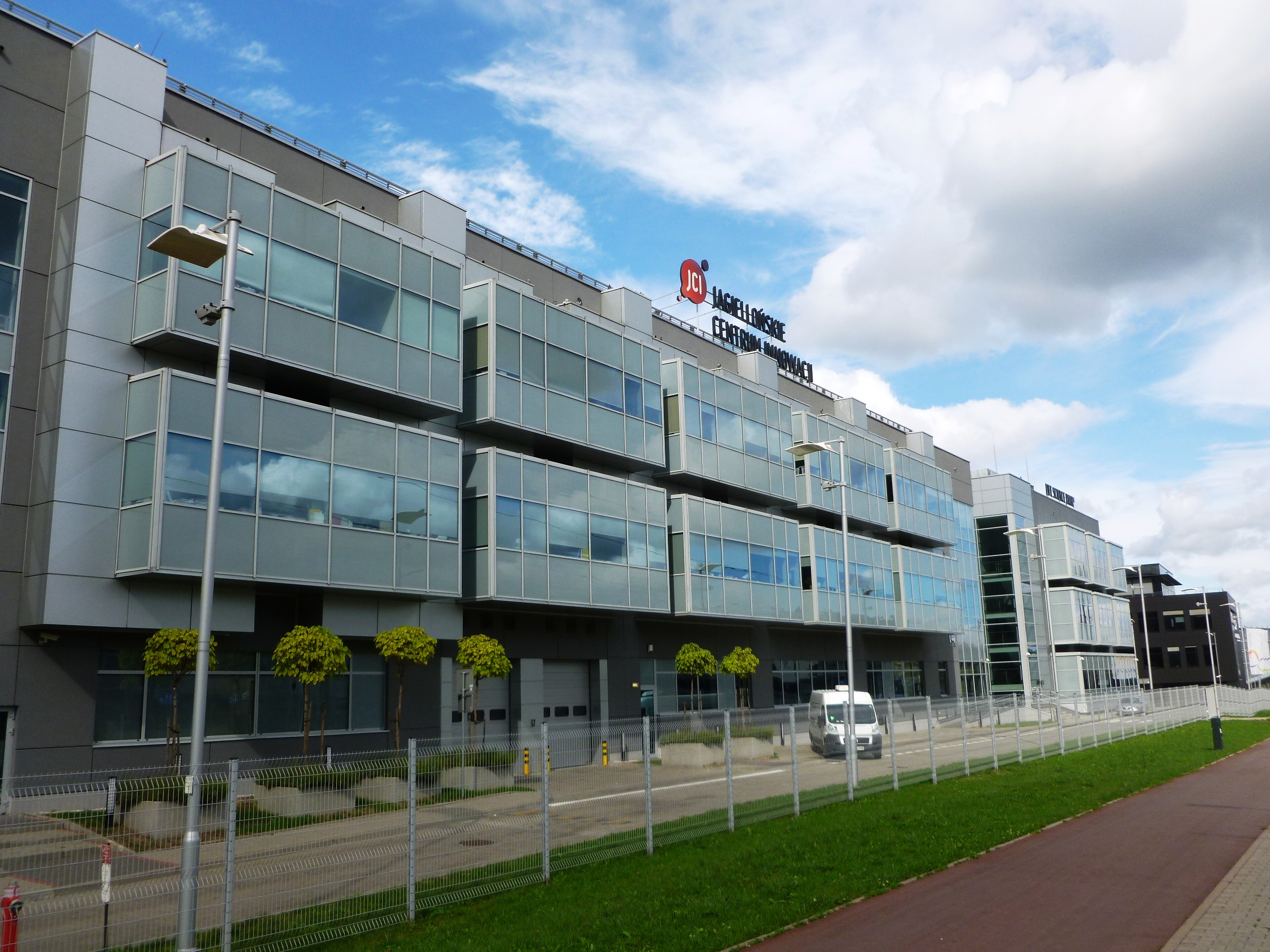
Life Science Park – budynek A

Life Science Park – park technologiczny zarządzany przez Jagiellońskie Centrum Innowacji, spółkę Uniwersytetu Jagiellońskiego, którego celem jest wspieranie rozwoju firm z sektora life science, czyli prowadzących prace badawczo-rozwojowe z zakresu biotechnologii, biomedycyny, biologii, chemii, farmakologii, fizyki, nanotechnologii i ochrony środowiska.

## Opis
Budynki parku położone są w Krakowie przy ul. Bobrzyńskiego 14 na Ruczaju, w dzielnicy VIII Dębniki. Zlokalizowane są w bezpośrednim sąsiedztwie specjalnej strefy ekonomicznej Krakowskiego Parku Technologicznego. Położone są około 1 km od nowego kampusu Uniwersytetu Jagiellońskiego, gdzie mieszczą się budynki Wydziału Biochemii, Biofizyki i Biotechnologii oraz Małopolskiego Centrum Biotechnologii.
Park technologiczny składa się z trzech budynków, z których dwa przeznaczone są pod komercyjny wynajem powierzchni laboratoryjnej dla firm z sektora life science. W trzecim budynku mieści się inkubator wspierający rozwój startupów z tego sektora oraz przestrzenie laboratoryjne na potrzeby projektów naukowych.